# Droit autrichien
Le droit autrichien est le droit de tradition romano-civiliste appliqué en Autriche.

## Sources du droit

### Principes constitutionnels fondamentaux
Les principes fondamentaux de la Constitution autrichienne sont au sommet de la hiérarchie juridique de l'Autriche. Ces principes sont le principe de démocratie, le principe de la séparation des pouvoirs, le principe de l’État de droit, le principe républicain, le principe fédéral et le principe  libéral.

### Droit de l'Union primaire et dérivé
L'Autriche a adhéré le 1er janvier 1995 à l'Union européenne. Cette adhésion a entrainé une révision totale de la Constitution fédérale. En droit interne autrichien, le droit de l'Union et le droit dérivé prime sur le droit national et le droit constitutionnel dit « ordinaire ». Il ne prime cependant pas sur les principes constitutionnels fondamentaux.

### Droit international
Les grands principes du droit international sont généralement reconnues comme partie intégrante du droit fédéral et les traités internationaux sont intégrés en droit interne autrichien par transformation.
La place des traités internationaux dans le droit interne diffère en fonction du contenu du traité. Ceux modifiant ou complétant la Constitution doivent être approuvée par le Conseil national de la même façon que les lois constitutionnelles. Ceux modifiant ou complétant les lois internes sont soumis aux mêmes exigences que ces lois.

### Place des autres sources
Le droit autrichien est un droit écrit, le droit coutumier n'ayant qu'une place très restreinte. La jurisprudence des cours suprêmes, considérés dans les États de common law comme une source du droit, n'en est pas une en Autriche, bien qu'elle définit les lignes directrices de l'application du droit.

## Relations État fédéral et Länder
L'Autriche est un État fédéral composé de neuf Länder (les États fédérés) disposant chacun d'un ordre constitutionnel propre. Chaque ordre constitutionnel des États fédérés est soumis au droit constitutionnel fédéral et ne doit, par conséquent, pas le contredire. Depuis 1988, les Länder peuvent, dans les matières relevant de leur champ d'application, conclure des traités internationaux. Ceci exclut les relations extérieures.

## Organisation juridictionnelle

### Juridictions ordinaires
Les juridictions ordinaires sont compétentes en matière de droit privé, pénal et ainsi qu'en droit de la concurrence.
Les juridictions les plus basses sont les tribunaux de première instance qui comprennent les tribunaux de district et les tribunaux régionaux. Les tribunaux de districts sont compétents pour les affaires dont le montant n'excède pas 15 000 €, pour les matières déterminées par la loi, et pour les affaires pénales impliquant une contravention ou une peine de prison ne dépassant pas un an. Les cours régionales sont compétentes dans toutes les matières non-attribuées aux tribunaux de district.
Les juridictions du deuxième degré sont les tribunaux régionaux, dans le cadre des appels interjetés depuis les tribunaux de district, et les cours provinciales dans le cadre des appels interjetés contre les décisions rendues en premier degré par les tribunaux régionaux. Les cours de provinces sont au nombre de quatre : Vienne, Graz, Linz, et Innsbruck. En matière pénale, cependant, les cours provinciales sont toujours les juridictions d'appel.
La Cour suprême, l’Oberster Gerichtshof, est la plus haute cour en matière civile et pénale,.

### Cour administrative
La cour administrative, le Verwaltungsgerichtshof, contrôle la légalité des actes administratifs. Ce contrôle est limité aux décisions individuelles, ce qui implique la violation d'un droit constitutionnellement garantit ou l'application de normes inconstitutionnelles (auquel cas, la Cour constitutionnelle est saisie).

### Cour constitutionnelle
La Cour constitutionnelle est le plus haut organe de l’État en matière de droit constitutionnel. Elle interprète la constitution, détermine la constitutionnalité des normes qui lui sont soumises et tranche les conflits de juridictions entre l’État fédéral et les États fédérés et entre les cours de juridictions ordinaires et les autorités et cours administratives.

## Sources

## Compléments